# I liga paragwajska w piłce nożnej (1925)
Mistrzem Paragwaju został klub Club Olimpia, natomiast wicemistrzem Paragwaju został klub Club Guaraní.
Mistrzostwa rozegrano systemem każdy z każdym mecz i rewanż. Najlepszy w tabeli klub został mistrzem Paragwaju.
Z ligi spadł klub Atlántida SC, a na jego miejsce awansował klub Sastre Sport Asunción.

## Primera División

### Tabela końcowa sezonu 1925
Nie jest pewne czy Club Nacional zajął trzecie miejsce, czy też trzeci w tabeli był klub Club Sol de América.
| Poz | Klub                  | Punkty |
| --- | --------------------- | ------ |
| 1   | Club Olimpia          | 28     |
| 2   | Club Guaraní          | 22     |
| 3   | Club Nacional         | ?      |
| 4   | Club Sol de América   | 20     |
| 5   | Club Libertad         | 16     |
| 6   | Club Presidente Hayes | 16     |
| 7   | Sportivo Luqueño      | 15     |
| 8   | Club River Plate      | 14     |
| 9   | Cerro Porteño         | 13     |
| 10  | Atlántida SC          | 11     |